# Funabashi, Chiba
Funabashi (船橋市, Thuyền Kiều thị?) là thành phố thuộc tỉnh Chiba, Nhật Bản. Thành phố được thành lập ngày 1 tháng 4 năm 1936. Dân số năm 2007 ước tính là 582.411. Đây là thành phố đông dân thứ 2 ở Chiba và thứ 7 của vùng thủ đô Tokyo. Funabashi là một đô thị trung tâm vùng của vùng Nam Kantō. Từ Funabashi đến trung tâm Tōkyō hay đến thành phố Chiba đều chừng 20 km. Funabashi nằm bên bờ góc sâu nhất của vịnh Tōkyō.
Funabashi kết nghĩa với Hayward của California, Odense của Đan Mạch và Tây An của Trung Quốc.

## Giao thông
- Tuyến 14, tới Tokyo hoặc Chiba
- Tuyến 296, tới Yokaichiba thông qua Sakura
- Tuyến 357, tới Tokyo hoặc Chiba
- Đường điện ngầm Tozai của Tokyo, tới Tokyo tại ga Nishi funabashi
- Đường Keiyo, tới Tokyo hoặc Chiba
- Ray chính Sobu (đường sắt) tới Tokyo hoặc Choshi
- Ray Musashino (đường sắt), tới Fuchu
- Ray Keiyo (đường sắt), tới Tokyo hoặc Chiba
- Ray chính (đường sắt) của công ty đường sắt điện lực Keisei, tới Tokyo hoặc Narita
- Ray Shin-Keisei (đường sắt) của công ty đường sắt điện lực Shin-Keisei, tới Matsudo.
- Ray Hokusō (đường sắt) của đường sắt Hokusō, tới Inba
- Ray Noda (đường sắt) của đường sắt Tobu, tới Saitama
- Ray tốc hành Tōyō (đường sắt) của đường sắt tốc hành Tōyō, tới Yachiyo